# Wei xiao Pasta
Wei xiao Pasta (caratteri cinesi: 微笑 Pasta; titolo internazionale Smiling Pasta) è un Drama taiwanese comico e romantico, i cui attori principali sono Cyndi Wang e Nicholas Teo.

## Trama
La storia inizia con la ventenne Xiao Shi (Cyndi Wang) che sogna ad occhi aperti sul terrazzo di casa sua; vede una stella cadente ed esprime il desiderio di avere successo in amore. Nello stato sognante in cui è, accidentalmente fa cadere oltre il bordo del balcone la tazza che tiene fra le mani, che atterra proprio sulla parte davanti della costosa macchina sportiva del famoso cantante He Qun (Nicholas Teo), che passava di lì in quel momento. Questo segna l'inizio dei loro destini incrociati.
La mattina seguente, l'esibizionista eppure calorosa famiglia di Xiao Shi organizza una cerimonia di buona fortuna per la ragazza, visto che ricorre il terzo mese da quando lei ed il suo ragazzo Peter stanno insieme. Nonostante le sia stata lanciata una maledizione dal suo primo "ragazzo" Ah Zhe (Gino) secondo la quale Xiao Shi non potrà mai avere una relazione più lunga di tre mesi, la ragazza è fiduciosa che questa volta le andrà bene, ricordando che Peter le aveva promesso che le avrebbe presentato la donna più importante della sua vita. Pensando che intendesse dire sua madre, Xiao Shi ha talmente tanta fiducia che tutto andrà per il meglio, che si azzarda perfino a scommettere con suo fratello maggiore che porterà Peter a casa quella sera stessa.
Xiao Shi si diverte al suo appuntamento, e tutto sembra proseguire liscio come l'olio. Peter la porta improvvisamente al centro di un incrocio stradale e la ragazza pensa che stia per confessarle il suo eterno amore per lei. Tuttavia, la vera intenzione di Peter è quella di rompere con lei, affermando che "non è il suo stile" ed indicando una ragazza in abiti molto succinti dall'altra parte della strada (la sua nuova fidanzata), che effettivamente "è" il suo stile. Xiao Shi è devastata ed una nuvola nera inizia ad incombere sopra la sua testa (letteralmente).
A testa bassa per la sconfitta, Xiao Shi vaga per la città senza fare caso a dove sta andando, finché non si imbatte in uno straniero. Si dà il caso che questo straniero sia il ventiduenne sotto copertura He Qun, che è appena scappato dalla sua conferenza stampa e proprio in quel momento sta seminando i paparazzi. Il maldestro incontro lascia i due ragazzi in una posizione compromettente al centro della strada, cosa che permette ai paparazzi di scattare qualche foto dei due che presumibilmente si stavano "baciando".
He Qun, abituato a questo genere di cose essendo una celebrità, riconosce i guai appena li vede, quindi inizia a scappare trascinandosi dietro Xiao Shi, in modo da proteggerlo dall'idea di star tradendo la sua ex-fidanzata Rita (Zhao Hong Qiao), che in realtà l'ha lasciato poche ore prima per suo fratello minore. Attraverso una serie di peripezie, He Qun finisce per acconsentire a fornire rifugio a Xiao Shi nella sua camera da letto, solo per quella notte.
Tuttavia, a loro insaputa i giornali scandalistici hanno lavorato durante la notte, e la mattina seguente l'immagine dei due che si baciano per strada è sulle copertine di tutti i tabloid. La tetra e ignara coppia si affaccia al terrazzo, dove i giornalisti in attesa sono un'apparente testimonianza della loro storia. Per proteggere la carriera di He Qun, il suo manager Victor non ha altra scelta che presentare Xiao Shi come la fidanzata di He Qun.

## Cast
- Leon Jay Williams appare in un cameo nell'episodio 15.